# Ellen Tigh
Pour les articles homonymes, voir Ellen.
 (mars 2022).
Si vous disposez d'ouvrages ou d'articles de référence ou si vous connaissez des sites web de qualité traitant du thème abordé ici, merci de compléter l'article en donnant les références utiles à sa vérifiabilité et en les liant à la section « Notes et références ».
Ellen Tigh est un personnage de la série télévisée Battlestar Galactica, interprétée par l'actrice Kate Vernon.

## Personnage
Ellen Tigh est l'épouse du colonel Saul Tigh, qui croit qu'elle a été tuée au cours de l'attaque cylonne des Colonies de Kobol, tandis qu'il servait sur le Galactica. On l'aperçoit dans l'épisode pilote quand Saul brûle sa photo. Son infidélité a envenimé leur relation, bien qu'ils essayent de se réconcilier après leurs retrouvailles.
Ellen Tigh prétend avoir été secourue et emportée sur le dernier vol quittant Picon après avoir été assommée quand les cylons ont attaqué le spatioport. Dans les semaines suivant l'exode de la flotte des réfugiés, elle se trouve à bord du Rising Star, mais jusqu'à la semaine avant qu'elle ne retrouve son mari, l'équipage ne se rappelle pas qu'on l'ait vue se faire soigner. Le commandant Adama fait donc examiner son sang par le docteur Baltar, qui affirme à Adama et à Roslin qu'elle est bien humaine ; cependant, dans une conversation avec Numéro Six, il indique qu'il a peut-être menti.
Ellen prend plaisir à flirter avec les hommes et à manœuvrer pour améliorer sa condition personnelle et celle de Saul. Lors de la première assemblée du Quorum des Douze, elle serre la main du terroriste devenu politicien Tom Zarek juste après que son mari a refusé de la faire. Elle explique que c'est pour que leur photo paraisse dans les médias. Plus tard, elle dit à Zarek où trouver un agent emprisonné qu'il avait envoyé assassiner la présidente Roslin ; cet agent est bientôt retrouvé mort. On soupçonne qu'Ellen a tué le meurtrier en puissance quand Zarek dit à Roslin n'être pas responsable de cette mort.
Ellen a le contact facile : selon Adama, elle a « couché avec la moitié de la flotte tandis que Saul était dans l'espace ». Elle se comporte également comme Lady Macbeth vis-à-vis de son mari. Quand Adama a été hospitalisé après une tentative d'assassinat contre lui, c'est Ellen qui a convaincu Saul de prendre le commandement de la Flotte Coloniale et de déclarer la loi martiale. Quand la brève régence de Saul tourne au désastre, Ellen fait d'amères remontrances à son mari pour ne pas avoir la volonté de prendre le pouvoir. Saul lui reproche de le manipuler, bien qu'elle réponde qu'elle a agi pour eux deux.
Sur New Caprica, afin de glaner des renseignements pour l'insurrection humaine et de garantir la libération de son mari, Ellen Tigh a plusieurs rapports sexuels avec un cylon humanoïde - un des Cavil. Celui-ci utilise le colonel Tigh comme moyen de pression sur elle pour obtenir des informations sur l'insurrection, grâce à quoi les cylons attirent dans un guet-apens le lieutenant Sharon Agathon après son atterrissage sur New Caprica. La trahison d'Ellen est avérée quand un cylon mort est retrouvé avec l'itinéraire vers le lieu d'atterrissage écrit de la main de Samuel Anders, un des chefs de la résistance.
Son mari sait qu'elle a agi ainsi par amour pour lui ; il sait également que toute trahison de la résistance est punie de mort et Anders le prévient que d'autres résistants tueront Ellen si Saul ne le fait pas lui-même. Tout en l'étreignant et en lui disant qu'il l'aime, il lui donne à boire une boisson empoisonnée. Elle meurt quelques secondes plus tard.
Il est révélé dans le 11e épisode de la saison 4 qu'Ellen est l'une des Cinq Derniers. Après sa mort, elle renaît dans un vaisseau-mère cylon et recouvre la mémoire, alors qu'elle pensait être humaine jusque-là. Elle se trouve confrontée avec sa création, John Cavil, le modèle Numéro Un : c'est elle en effet qui, avec les quatre autres, avait conçu les 8 cylons humanoïdes ainsi que la technologie de la résurrection lorsque les Cinq étaient sur Terre, 2 000 ans plus tôt. Lorsque la Terre a été dévastée par une attaque nucléaire, elle a pu se télécharger dans un vaisseau en orbite et est partie prévenir les Douze Colonies. Arrivée trop tard, elle est tuée ainsi que les 4 autres par Cavil, révolté par sa forme humanoïde limitée et décidé à se venger de l'humanité. Cavil les a alors transférés sur les colonies, en bloquant leur mémoire pour qu'ils croient être humains, afin de les punir et de leur faire contempler la destruction de l'espèce humaine. 
Lors de sa confrontation avec Cavil, celui-ci lui reproche d'avoir créé des êtres imparfaits et lui pose des questions sur la quête de la Terre, croyant qu'Ellen a orchestré le retour de la flotte des survivants vers leur planète d'origine. Il l'interroge en particulier à propos de l'explosion d'une supernova près du Temple des Cinq. Mais Ellen nie, et laisse entendre qu'une force divine est à l'œuvre dans la réalisation d'un plan qui les dépasse tous. La confrontation se termine lorsque Cavil, puisque le vaisseau de la résurrection a été détruit, exige d'Ellen qu'elle le reconstruise. Comme Ellen affirme ne pouvoir le faire sans les 4 autres, et que Cavil ne la croit pas, il décide de la tuer et d'examiner son cerveau. Mais Boomer décide de la sauver et l'emmène à bord du Galactica où elle retrouve les 4 autres, dont son mari, le colonel Tigh.

## Anecdotes
- Ellen Tigh n'apparaissait pas dans la série originale.
- La photo brûlée dans l'épisode pilote n'est pas celle de l'actrice Kate Vernon, mais de la femme d'un des producteurs. Quand la scène a été diffusée, la photo de Vernon a été insérée numériquement.
- Dans des messages déposés sur le forum de Sci Fi Channel, Vernon a expliqué qu'Ellen savait que son mari avait empoisonné sa boisson et qu'elle mourrait peu après.